# Myllyrivier (Muonio)
Myllyrivier (Zweeds – Fins: Myllyjoki) is een rivier annex beek, die stroomt in de Zweedse  gemeente Kiruna. De rivier verzorgt de afwatering van een moerasgebied ten zuiden van het dorp Kuttainen. De rivier mondt uit in het Vuontismeer, dat in verbinding staat met een meander van de Muonio. De rivier is met bronrivier ongeveer tien kilometer lang.
Afwatering: Myllyrivier → Muonio → Torne → Botnische Golf